# Гремоли, Джованни Бернардо
Джова́нни Берна́рдо Гре́моли (итал. Giovanni Bernardo Gremoli O.F.M.Cap.; 30 июня 1926, Поппи, Тоскана — 6 июля 2017, Флоренция) — католический прелат, епископ, викарий апостольского викариата Аравии с 2 октября 1975 года по 21 марта 2005 год, член монашеского ордена капуцинов.

## Биография
Родился 30 июня 1926 года в Поппи. 17 февраля 1951 года Джованни Бернардо Гремоли был рукоположён в священника в монашеском ордене капуцинов.
2 октября 1975 года Римский папа Павел VI назначил Джованни Бернардо Гремоли титулярным епископом Масуккабы и викарием апостольского викариата Аравии. 22 февраля 1976 года состоялось рукоположение Джованни Бернардо Гремоли в епископа, которое совершил префект Конгрегации евангелизации народов кардинал Агнелу Росси в сослужении с архиепископом Флоренции Джованни Бьянки и епископом Сансеполькро Телесфоро Джованни Чиоли.
21 марта 2005 года Джованни Бернардо Гремоли подал в отставку.